# Ikue Tatani
Ikue Tatani (jap. 多谷 郁恵, Tatani Ikue; * 14. Januar 1984 in der Präfektur Shiga) ist eine japanische Badmintonspielerin.

## Karriere
Ikue Tatani stammt aus der Präfektur Shiga und besuchte dort erst die Sakamoto-Grundschule in Ōtsu, die Hiyo-Mittelschule, dann die zur Shiga-Mädchenkurzhochschule (heute: Shiga-Kurzhochschule) gehörende private Shiga-Mädchenoberschule und schließlich diese Kurzhochschule selbst. Ihren ersten großen Erfolg hatte sie 1998 mit dem Sieg im Damendoppel bei den Mittelschulmeisterschaften. 2000 und 2001 erreichte sie bei den Inter-High-Meisterschaften den zweiten bzw. dritten Platz im Einzel. 2001 erreichte sie bei den Badminton-Oberschulmeisterschaften im Doppel mit Yukiko Hayakawa den zweiten Platz und den dritten Platz im Einzel. 2002 folgte bei den Studentenmeisterschaften der zweite Platz im Einzel. Im Jahr darauf wurde sie Regionalmeisterin von Kinki und erreichte bei den Studentenmeisterschaften im Doppel den zweiten Platz. Im selben Jahr trat sie zeitgleich mit Aya Wakisaka in das Unternehmen Sanyo ein um für deren Werksmannschaft zu spielen.
Ikue Tatani gewann 2007 die Australian Open im Damendoppel mit Aya Wakisaka. In der gleichen Saison waren beide auch bei den New Zealand Open erfolgreich.

## Sportliche Erfolge
| Saison | Veranstaltung    | Disziplin   | Platz | Name                       |
| ------ | ---------------- | ----------- | ----- | -------------------------- |
| 2007   | Australian Open  | Damendoppel | 1     | Aya Wakisaka / Ikue Tatani |
| 2007   | New Zealand Open | Damendoppel | 1     | Ikue Tatani / Aya Wakisaka |